# Perzijski vrtovi
Tradicija in slog oblikovanja vrtov, ki ga predstavljajo perzijski vrtovi ali iranski vrtovi (perzijsko باغ ایرانی), primer rajskega vrta, so vplivali na oblikovanje vrtov od Andaluzije do Indije in širše  Vrtovi Alhambre prikazujejo vpliv perzijske vrtne filozofije in sloga v mavrski palačni arhitekturi, od obdobja Al Andaluza v Španiji. Humajunova grobnica in Tadž Mahal imata nekaj največjih perzijskih vrtov na svetu, iz obdobja mogulskega cesarstva v Indiji.

## Koncept in etimologija
Od časa Ahemenidskega cesarstva se je ideja o zemeljskem raju skozi perzijsko literaturo in zgledom razširila na druge kulture, tako helenistične vrtove Selevkidskega cesarstva kot Ptolemajce v Aleksandriji. Avestanska beseda pairidaēza-, staro perzijsko *paridaida –,  medijsko *paridaiza- (obzidan, tj. obzidan vrt), je bila izposojena v akadskem jeziku, nato pa v starogrško: παράδεισος, romanizirano parádeisos, nato preveden v latinščino paradīsus in od tam vnesen v evropske jezike, npr. francosko paradis, nemško parades in slovensko 'raj' (tudi 'paradiž').
Kot je beseda izražena, bi bili takšni vrtovi zaprti. Namen vrta je bil in je zagotoviti prostor za zaščiteno sprostitev na različne načine: duhovne in lagodne (kot so srečanja s prijatelji), v bistvu raj na zemlji. Skupna iranska beseda za 'zaprt prostor' je bila * pari-daiza- (avestansko pairi-daēza-), izraz, ki ga je krščanska mitologija sprejela za opisovanje rajskega vrta ali raja na zemlji.
Gradnja vrta je lahko formalna (s poudarkom na strukturi) ali priložnostna (s poudarkom na naravi), po več preprostih pravilih oblikovanja. To omogoča maksimiranje, kar zadeva delovanje in čustva, kaj lahko naredimo na vrtu.

## Zgodovina
Perzijski vrtovi lahko izvirajo že od leta 4000 pred našim štetjem, vendar je jasno, da se je ta iranska tradicija začela z rodbino Ahemenidov okoli 6. stoletja pred našim štetjem. Okrašena lončenina tistega obdobja prikazuje tipičen križni načrt perzijskega vrta. Obris Pasargada, zgrajenega okoli leta 500 pred našim štetjem, je viden še danes. Grki so klasične Irance doživljali kot 'velike vrtnarje' antike; Kir II. (znan tudi kot Kir mlajši) naj bi sporočil špartanskemu poveljniku Lizandru, da je vrtnaril vsak dan, ko se ni vojskoval in si je sam uredil park v Sardah, ki ga je imenoval paradise ('raj') (grško popačenje staroperzijske besede za vrt).
V suzerenstvu Sasanidskega cesarstva je pod vplivom zoroastrizma, voda v umetnosti postajala vse pomembnejša. Ta trend se je pokazal v vrtnem oblikovanju, z večjim poudarkom na vodnjakih in ribnikih na vrtovih.
V obdobju Omejadov in Abasidov se je estetski vidik vrta povečal in pridobil na pomembnosti ter prehitel uporabnost. V tem času so postala pomembna estetska pravila, ki urejajo vrt. Primer tega je chahār bāgh (چهارباغ), oblika vrta, ki poskuša posnemati abrahamsko predstavo rajskega vrta s štirimi rekami in štirimi kvadranti, ki predstavljajo svet. Zasnova se včasih razširi za eno os daljše od prečne osi in ima lahko vodne kanale, ki vodijo skozi vsakega od štirih vrtov in se povezujejo v osrednji bazen.
Pod rodbino Abasidov (8. stoletje n. št.) je ta vrsta vrta postala sestavni del reprezentativne arhitekture.
Perzijski vrt je krajinski vrt, zasnovan individualno in ustvarjen namerno kot prostor, vpet v estetski in duhovni kontekst njegove preteklosti in sodobnega kulturnega, političnega in družbenega okolja. Značilnosti teh formalnih vrtov so geometrijska postavitev po geometrijskih in vizualnih načelih, ki jih naravi izvajajo vodni kanali in bazeni, ki delijo zaprt prostor na jasno opredeljene četrtine, načelo, ki je postalo znano kot Chahar Bagh (štirje vrtovi), vodovod s kanali, bazeni, fontane in kaskade, paviljoni, vidne osrednje osi z razgledom in nasad z različnimi skrbno izbranimi drevesi, zelišči. in rožami. Stare iranska beseda za take vrtove pari-daizi izraža pojem zemeljskega raja, ki je tu prisoten. Kot take so metafora božanskega reda in poenotenja ter zaščite tistih, ki delajo dobro. Podobne funkcije izpolnjujejo na zemlji. Ta načela privedejo do popolnosti na cesarskih vrtovih kot 'dobri vrtnar'.
Ne glede na formalno standardizacijo krajinski vrtovi odražajo tudi raznolikost in razvoj, ki so vezani na delovanje, regionalne in kronološke značilnosti ter tehnološke lastnosti, poznajo osebne želje, ambicije in zahteve. Perzijski vrtovi so več funkcionalni: ne služijo samo kontemplaciji in sprostitvi, ampak so tudi reprezentacija in manifestacija moči. Oblikovanje in izvedba vrta kaže na zasedenost terena, občinstvo in praznovanje zmag ali zakonskih zvez na teh vrtovih pomenijo premoč ali družbene in politične vezi. Od 12. do 13. stoletja so bile v takšne formalne vrtove postavljene grobnice za člane kraljeve družine ali pomembne osebnosti, ki so vernikom nudili koristi od duhovnosti spoštovane osebe in posebne avre vrta.
Vdor Mongolov v Perzijo v 13. stoletju je privedel do novega poudarka zelo okrašene strukture na vrtu. Primeri za to so lesnate potonike in krizanteme. Mongoli so nato prenašali perzijsko vrtno tradicijo v druge dele svojega cesarstva (zlasti v Indijo).
Mogulski cesar Babur (Zahir-ud-din Muhammad) je vpeljal perzijski vrt v Indijo in poskušal s pomočjo gradnje perzijskih vrtov, kot so bili v drugih timuridskih mestih, kot sta Samarkand in Herat, ponoviti hladno, osvežujočo avro svoje domovine v Ferganski dolini. Babur je bil vnet vrtnar in je osebno zasnoval in nadzoroval vsaj deset vrtov v svoji prestolnici Kabul v sodobnem Afganistanu, kot je Bagh-e Babur, kjer je poudaril privlačnost granatnih, češnjevih in pomarančnih dreves, ki jih je posadil. [8 ] Čeprav se je njegovo cesarstvo kmalu razširilo vse do severne osrednje Indije, se je sramoval ustaljenega vročinskega in vročega okolja prašnih ravnin Indije; zato ga je leta 1544 v Bagh-e Babur v Kabulu pokopala njegova vdova.
Aram Bagh v Agri je bil prvi od mnogih perzijskih vrtov, ki jih je ustvaril v sami Indiji. Mogulski vrtovi imajo štiri osnovne zahteve, ki simbolizirajo štiri alegorijske bistvenega pomena za zagrobno življenje: senco, sadje, dišave in tekočo vodo, ta vzorec pa so uporabili za gradnjo številnih perzijskih vrtov na celotni indijski podcelini, na primer vrtovi Šalamar, Lahore, Šalimar Bagh, Šrinagar in Nišat Bagh v Kašmirju ter vrtovi Tadž Mahala. Vrtovi Tadž Mahala utelešajo perzijsko zasnovo idealnega rajskega vrta, zgrajeni pa so bili z namakalnimi kanali in prekopom iz reke Jamuna. Ti vrtovi so bili po desetletjih onesnaženja s strani indijskih oblasti, ki so posekali sadje in senco rastlinja na vrtu, povrnili prejšnjo lepoto.
Safavidi (od 17. do 18. stoletja) so gradili in razvijali velike in epske postavitve, ki so presegale preprost prizidek palače in postale njen sestavni estetski in funkcionalni del. V naslednjih stoletjih je na evropsko oblikovanje vrtov začela vplivati Perzija, zlasti na oblikovanje Francije in drugič na Rusijo in Združeno kraljestvo. Zahodni vplivi so privedli do sprememb v rabi vode in vrst, ki se uporabljajo v podlagi.
Tradicionalne oblike in slog se še vedno uporabljajo v sodobnih iranskih vrtovih. Pojavljajo se tudi v zgodovinskih lokacijah, muzejih in so del hiš bogatih.

## Elementi perzijskega vrta
Sončna svetloba in njeni učinki so bili pomemben dejavnik strukturne zasnove perzijskih vrtov. Teksture in oblike so arhitekti izbrali posebej za uporabo svetlobe.
Zaradi iranske suhe vročine je senca na vrtovih pomembna, ker bi bil vrt brez nje skoraj neuporaben. Drevesa in letveniki so v veliki meri značilni kot biotski odtenek; paviljoni in zidovi so strukturno vidni tudi pri preprečevanju sonca.
Vročina dela pomembno tudi vodo, tako pri načrtovanju kot vzdrževanju vrta. Potrebno je namakanje in oskrba s pomočjo kanatov, ki pretakajo vodo iz lokalnega vodonosnika. Izvirom podobne strukture se nato poveže s kanatom, kar omogoča črpanje vode. Ali pa je perzijski vodnjak, ki ga poganjajo živali, črpal vodo na površje. Takšni kolesni sistemi so premikali vodo tudi okoli sistemov površinske vode, kot so tisti v slogu chahar bāgh. Drevesa so pogosto zasadili v jarku, imenovanem juy, kar je preprečilo izhlapevanje vode in vodi omogočilo hiter dostop do korenin drevesa.
Perzijski slog pogosto skuša povezati zaprte prostore z zunanjimi prek povezave okoliškega vrta z notranjim dvoriščem. Oblikovalci pogosto postavljajo arhitekturne elemente, kot so obokani loki med zunanjimi in notranjimi območji, da bi odprli razkorak med njimi.

## Opis
Zgodnji opis perzijskega vrta (iz prve polovice 4. stoletja pred našim štetjem) najdemo v Ksenofontovi knjigi Oeconomicus, v kateri je Sokrat pripovedoval zgodbo o obisku špartanskega generala Lizandra pri perzijskem vladarju Kiru mlajšem, ki Grku kaže njegov 'raj v Sardah. V tej zgodbi je Lizander »presenečen nad lepoto dreves znotraj, vsa posajena v enakih intervalih, z dolgimi ravnimi vrstami mahajočih vej, popolno pravilnostjo, pravokotno simetrijo celote in številnimi sladkimi vonji, ki visijo z njih ko so šli so po parku«.
Najstarejši reprezentativni opisi in ponazoritve perzijskih vrtov prihajajo od popotnikov, ki so v Iran prišli z zahoda. Ti opisi vključujejo Ibn Batuta v 14. stoletju, Ruya Gonzáleza de Clavija v 15. stoletju in Engelberta Kaempferja v 17. stoletju. Battuta in Clavij sta se na vrtove le sklicevala in nista opisala njihove zasnove, Kaempfer pa je po vrnitvi v Evropo naredil natančne risbe in jih spremenil v podrobne gravure. Prikazujejo vrtove tipa char bagh, na katerih je bil ograjen zid, pravokotni bazeni, notranja mreža kanalov, vrtni paviljoni in bujna zasaditev. Obstajajo živi primeri vrta na Yazdu (Dowlatabad) in v Kašanu (vrt Fin). Lokacijo vrtov, ki jih Kaempfer ponazarja v Isfahanu, je mogoče določiti.

## Slogi
Šest osnovnih slogov perzijskega vrta je razvidnih iz naslednje razpredelnice, ki jih postavlja v kontekst njihove funkcije in sloga. Vrtovi niso omejeni na določen slog, temveč pogosto vključujejo različne sloge ali imajo območja z različnimi funkcijami in slogi.
|         | Klasični | Formalni    |  | Sproščen |  |
| Javni   | Hayāt    | Meidān      |  | Park     |  |
| Zasebni | Hayāt    | Chahār Bāgh |  | Bāgh     |  |

### Hayāt
Pri javnem gre za klasično perzijsko postavitev, ki ima velik poudarek na estetiki nad funkcijo. Še posebej pomembne so umetne konstrukcije na vrtu z loki in bazeni (ki se lahko uporabljajo za kopanje). Tla so pogosto prekrita z gramozom ali kamnita. Sadike so običajno zelo preproste - na primer linija dreves, ki zagotavljajo senco.
Zasebno so ti vrtovi pogosto osredotočeni na bazene in, spet, strukturni. Bazen služi kot žarišče in vir vlage za okoliško ozračje. Obstaja malo rastlin, pogosto zaradi omejene vode, ki je na voljo v mestnih območjih.

### Meidān
To je javni, formalni vrt, ki daje večji poudarek biotskemu elementu kot hayāt in minimalizira strukturo. Rastline segajo od dreves, grmovnic, pritlehnih rastlin do trav. Spet so elementi, kot so bazen in gramozne poti, ki delijo trato. Ko se uporabljajo strukture, so pogosto zgrajene, kot v primeru paviljonov, da zagotovijo senco.

### Chahar Bāgh
Ti vrtovi so zasebni in formalni. Osnovno strukturo sestavljajo štirje kvadranti, razdeljeni po vodnih kanalih ali poteh. Tradicionalno so bogataši uporabljali take vrtove pri delovnih funkcijah (kot so zabave veleposlanikov). Ti vrtovi uravnotežijo strukturo z zelenjem, rastline pa so pogosto na obodu bazena in strukture, ki določajo poti.

### Park
Tako kot mnogi drugi parki tudi Perzijski park opravlja priložnostno javno funkcijo s poudarkom na življenju rastlin. Zagotavljajo poti in sedežne površine, vendar so po konstrukcijskih elementih običajno omejene. Namen takšnih krajev je sprostitev in socializacija.

### Bāgh
Tako kot drugi priložnostni vrtovi, bāgh poudarja naravni in zeleni vidik vrta. Za razliko od parka je zasebno območje, ki je pogosto ob hiši in ga pogosto sestavljajo trate, drevesa in talne rastline. Vodni kanali in poti izstopajo manj kot v formalnejšem delu in so večinoma funkcionalne. Primarna funkcija takih območij je družinska sprostitev.

## Svetovna dediščina
1. Vrtovi pri Pasargadu, Iran (WHS 1372-001)[12]
2. Vrtovi Eram, Širaz, Iran (WHS 1372-002)
3. Čehel Sotun, Isfahan, Iran (WHS 1372-003)
4. Vrtovi Fin, Kãshãn, Iran (WHS 1372-004)
5. Kompleks Abbas Abad, Abbasabad, Mazandaran, Iran (WHS 1372-005)
6. Vrtovi Šazdeh, Mahan, provinca Kerman, Iran (WHS 1372-006)
7. Vrtovi Dolatabad, Yazd, Iran (WHS 1372-007)
8. Vrtovi Pahlevanpour, Iran (WHS 1372-008)
9. Vrtovi Akbarieh, provinca Južni Korasan, Iran (WHS 1372-009)
10. Tadž Mahal, Agra, Indija (WHS 252)
11. Humajunova grobnica, Delhi, Indija (WHS 232bis)
12. Vrtovi Šalimar, Lahore, Pakistan (WHS 171-002)
13. Buburjevi vrtovi, Kabul, Afghanistan (WHS —)
14. Generalife, Granada, Španija (WHS 314-001)